# ZIP (souborový formát)
ZIP je populární, všeobecně rozšířený souborový formát pro kompresi a archivaci dat. ZIP soubor vytvořený kompresí obsahuje jeden či více komprimovaných souborů, což ve výsledku pomůže zredukovat velikost uložených dat. Formát byl vytvořen Philem Katzem pro program PKZIP, ale v dnešní době s ním pracuje řada dalších programů. Modernější formáty dosahují při kompresi podstatně lepších výsledků a nabízejí řadu pokročilých funkcí (například vícesvazkové archivy), které ZIP nenabízí.
MIME typ pro ZIP je application/zip, archiv samotný má poté příponu .zip.

## Rozšíření ZIP formátu
Některé programy vytvářejí ZIP archivy s jinou (vlastní) příponou. Jsou jimi například dokumenty OpenDocument, XAP soubory pro Silverlight, Javovské JAR soubory, KMZ soubory či XPI balíčky s rozšířeními pro aplikace Mozilla.

### Podpora ZIP formátu
Na konci devadesátých let začalo integrovat podporu pro ZIP formát do vlastního rozhraní více správců souborů. Jako první Norton Commander pod DOSem nastartoval trend integrované práce s archivy. Následovali další správci souborů a integrace do desktopů operačních systémů. Od roku 2002 všechny rozšířené desktopy obsahují podporu ZIP souboru, který je reprezentován jako adresář (složka), a umožňuje přenášet soubory podobnou logikou.

### Implementace ZIP formátu
Existuje množství vývojářských knihoven, které jsou dostupné pod open source licencí jako GNU gzip projekt a Info-ZIP. Pro Javu, Java SE (Standard Edition) obsahuje balík java.util.zip; Zip64 specificky podporuje větší soubory (> 4GB) a obohacuje ZIP soubory použitím náhodného přístupu. Apache Ant nástroj obsahuje komplexnější implementaci uvolněnou pod licencí Apache Software License. Existují také bezplatné knihovny na platformě .NET nazývané DotNetZip dostupné pod veřejnou licencí. Microsoft .NET 3.5 obsahuje třídu System.IO.Packaging.Package podporující ZIP formát.